# Samuel Fillenbaum
Samuel Fillenbaum (geboren am 11. Mai 1932 in Köln) ist ein US-amerikanischer Psycholinguist.

## Leben

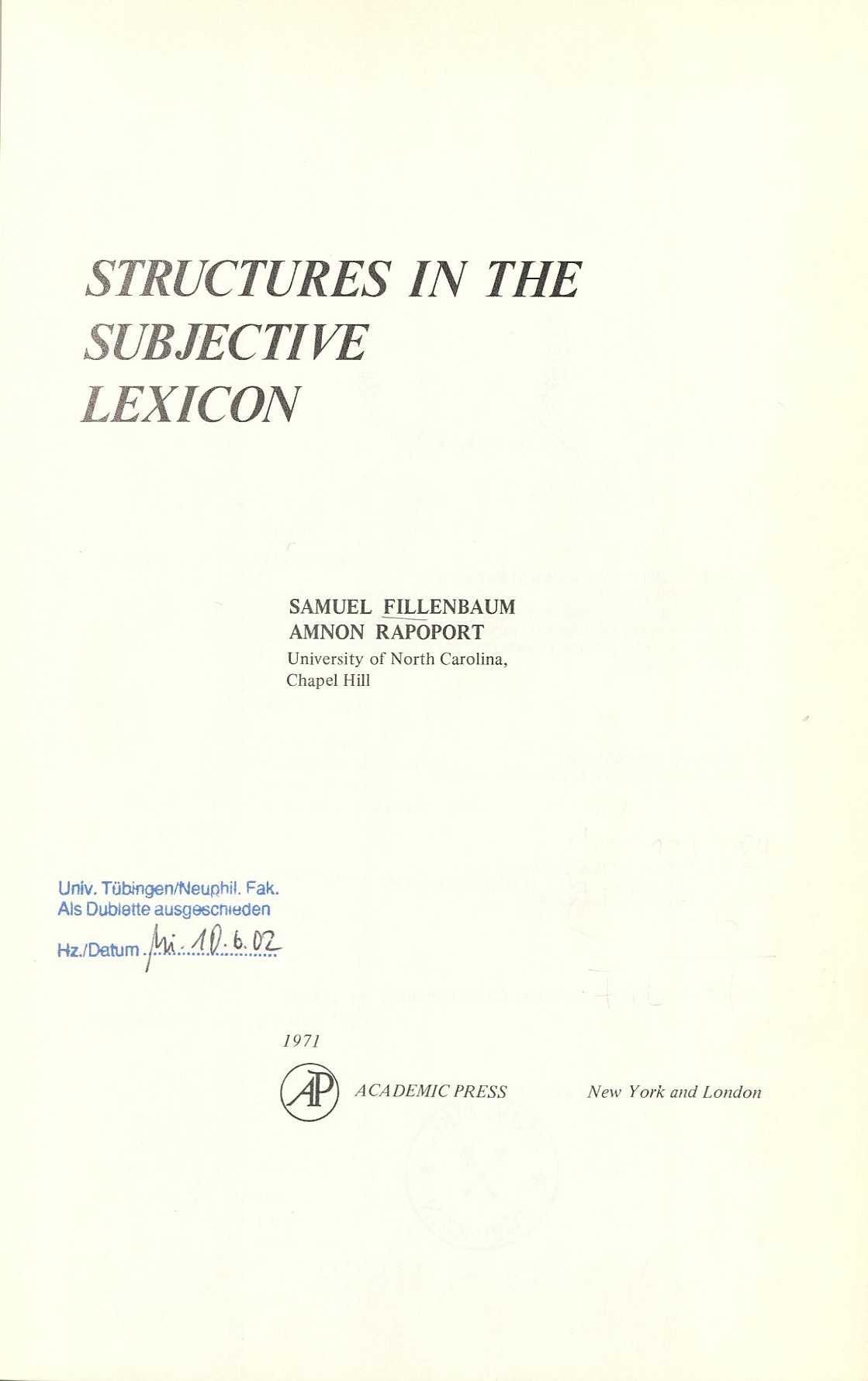
Mit Amnon Rapoport (1971)

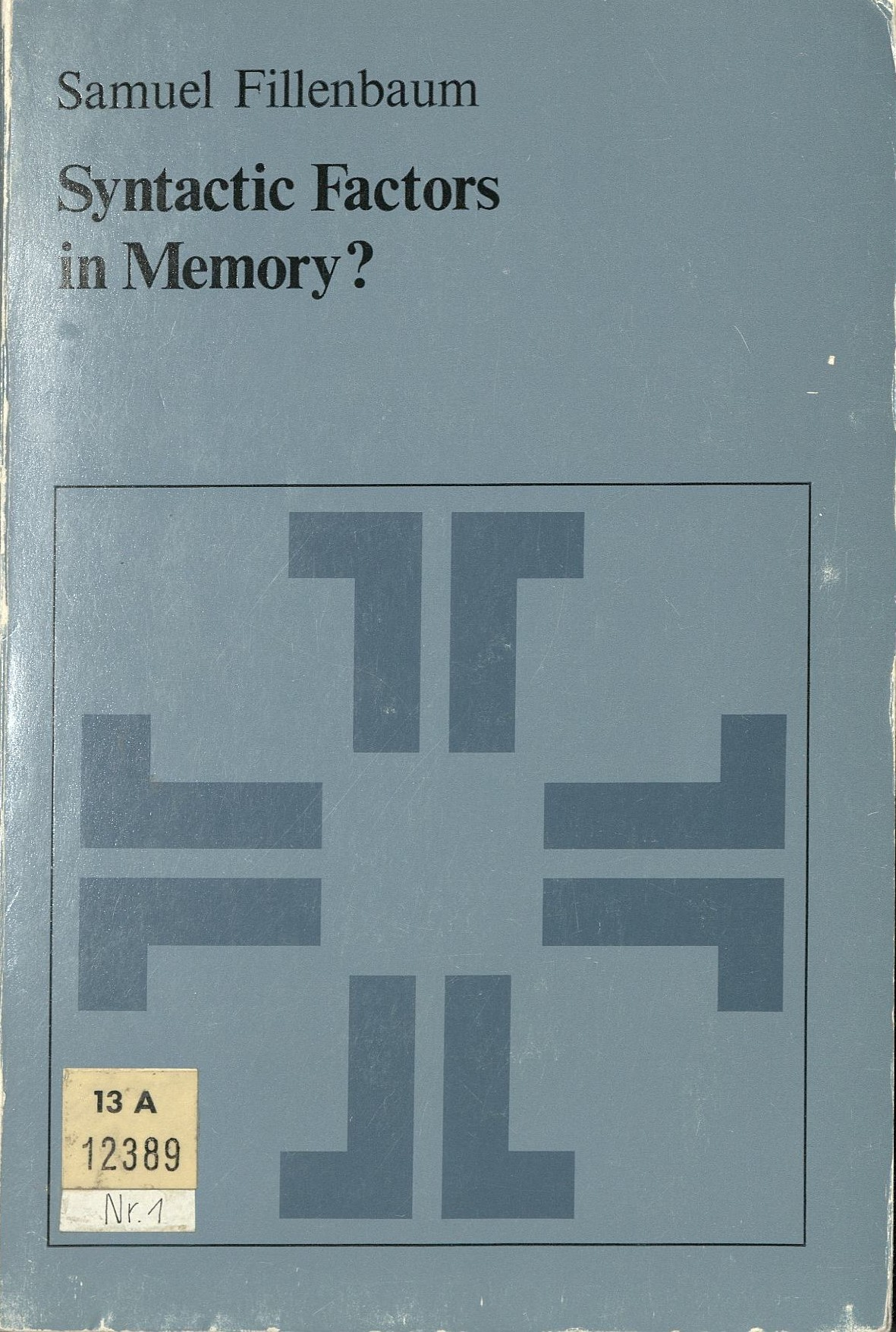
Syntactic factors in memory? (1973)

Samuel Fillenbaum wuchs als Sohn des Polsterers Max Fillenbaum und der Sarah Billet in einer jüdischen Familie auf. Fillenbaums Vater wurde 1938 bei der Polenaktion aus dem Deutschen Reich ausgewiesen und an die polnische Grenze deportiert. Seine Mutter emigrierte daraufhin mit ihm nach England, wo die Familie wieder zusammenkam. Eine Weiterreise in die USA blieb ihnen bis 1946 versagt. Fillenbaum beendete seine Schulausbildung in New York City und machte 1952 einen B.A. Er studierte Psychologie an der University of California Berkeley, machte 1954 einen M.A. und wurde 1956 promoviert. Fillenbaum heiratete 1959 die deutsch-jüdische Emigrantin und Psychiaterin Gerda Rand (G. G. Fillenbaum); ihre Tochter Eve wurde 1967 geboren.
Fillenbaum spezialisierte sich auf die Psycholinguistik und forschte zu Problemen der Semantik. Er stellte sich in die Tradition von Uriel Weinreich und an die Seite von Noam Chomsky. Von 1956 bis 1958 arbeitete er an der McGill University, Montreal und danach bis zu seiner Emeritierung an der University of North Carolina at Chapel Hill (UNC), er wurde 1963 Associate Professor und 1967 Full Professor. Er ging zu Forschungsaufenthalten 1964/1965 an die Harvard University, 1973/74 und 1975/76 an die University of California Berkeley und 1981/82 an das Netherlands Institute for Advanced Study. Fillenbaum ist Mitglied der American Academy of Arts and Sciences (AAAS), der American Psychological Association und der Linguistic Society of America.

## Schriften (Auswahl)
- Syntactic factors in memory? Den Haag: Mouton 1973. Berlin/Boston: De Gruyter, 2018
- Samuel Fillenbaum, Amnon Rapoport: Structures in the subjective Lexicon. New York: Academic Press, 1971